# Élie Abel Carrière
Élie-Abel Carrière (født 4. juni 1818 i May-en-Multien i det franske departement Seine-et-Marne; død 17. august 1896 i Paris) var en fransk gartner, botaniker og forfatter. Hans officielle autornavn er „Carrière“; men tidligere brugte man også forkortelsen „Carr.“.

## Levnedsløb
Hans største indsats indenfor botanik drejer sig om nåletræerne. Blandt andet har han afklaret slægterne hemlock (Tsuga), douglasgran (Pseudotsuga) og Keteleeria. Hans hovedværk indenfor nåletræerne er Traité général des conifères ou description de toutes les espèces et variétés de ce genre aujourd'hui connues, avec leur synonimie, l'indication des procédés de culture et de multiplication qu'il convient de leur appliquer (udg. i 1855, og i et stærkt omarbejdet 2. oplag i 1867).
Ind imellem (til 1869) var han leder af planteskolen ved Muséum d'Histoire Naturelle Paris. I årene 1867-1896 var han redaktør af Revue horticole. Han har desuden skrevet mange bidrag om dyrkning af frugttræer.

## Taksonomiske æresbevisninger
Planteslægten Carrierea Franch. i pile-familien (Salicaceae) er opkaldt efter hans navn.

## Skrifter
- Jardin fruitier - Fruits à pépins - Poires, 1845
- Pépinières, 1855
- Traité général des conifères ou description de toutes les espèces et variétés de ce genre aujourd'hui connues, avec leur synonimie, l'indication des procédés de culture et de multiplication qu'il convient de leur appliquer, 1855 doi:10.5962/bhl.title.17188; 2. stærkt omarbejdede oplag i 1867 doi:10.5962/bhl.title.50447
- Entretiens familiers sur l'horticulture, 1860
- Guide pratique du jardinier multiplicateur, 1862
- Production et fixation des variétées dans les végétaux, 1865 doi:10.5962/bhl.title.50412
- Arbre généalogique du groupe pêcher, 1867
- Description et classification des variétés de pêchers et de brugnoniers, 1867
- Encyclopédie horticole, 1880
- Montreuil aux pêches-Historique et pratiques, 1880
- Semis et mise à fruit des arbres fruitiers, 1881
- Étude générale du genre Pommier, 1883
- Pommiers microcarpes et pommiers d'agrément, o. J.
- La Vigne et Réfutations sur la culture de la vigne, o. J.
- L'arbre fruitier haute tige. Manuel pratique d'arboriculture fruitière, 1908